# カルタヘナ (ゲーム)
カルタヘナ (CARTAGENA) は、2000年に発売された双六系のボードゲーム。カルタヘナとはコロンビアのカリブ海沿岸の要塞都市で、このゲームは1672年に実際に起こった海賊の脱獄をモチーフとしている。
- 作者 レオ・コロヴィーニ（英語版）。
- 発売 イタリア・ベニスコネクション (Venice Connection) 社。
- プレイ人数 2～5人
- 2001年、ドイツ年間ゲーム大賞ノミネート。ドイツゲーム大賞6位。オーストリアゲーム大賞「家族で遊ぶゲーム」部門受賞。2002年、オランダゲーム賞受賞。

## 概要
ゲームボードは一本道のトンネルであり、ゴールには脱出船が待っている。ゲームの目的は、捕まった海賊たちを脱出船までたどり着かせて逃がすこと。自分の手駒6つ全てを最初にゴールさせたプレイヤーの勝ち。
このゲームでは、サイコロではなくカードを使ってコマを進めることになる。ボードの通路上にはランダムに何かのシンボル（ドクロ、ナイフなど）が描かれていることで、「双六のマス」を示している。手札を使うことにより、カードに示されたシンボルの描かれた「空いているマス」まで進むことができる。あるいは、直前の「別のコマのいるマス」まで戻ることができ、この場合はその別のコマの数（1つか2つ）だけ、手札を補充することができる。手持ちのどのコマを動かしても良い。また、1つのマスにはコマは3個までしか入ることができない。
そして、自分の手番には1～3回のアクションを行える。カードを使ってコマを進めることと、コマを戻してカードを補充することを任意に組み合わせて、効率よく進める必要がある。

## ゲームの特徴
手番にすることは2種類のみと、ルールはシンプルである。しかし一度に3回動かせるというのが特徴的である。これにより、幅広い行動の選択が可能となる。
同じカードを使っても、状況によって大幅に進める場合とほとんど進めない場合がある。逆に少しだけ戻って補充できる場合もあり、大きく戻らなければならない場合もある。いかに自分に有利で他人に不利な状況を作るかで頭を悩ませることになる。
ボードは6枚に分かれているものの両面の任意の組み合わせであり、ゲーム毎に違う盤面でプレイすることができる。
上級ゲームでは手札と山札を公開するルールとなり、偶然の要素が減って先の先まで読まなければならないさらにハードな内容となる。

## コンピューターゲーム
「ヨーロピアンゲームコレクション」（2003年、PS2、ディースリー・パブリッシャー）に収録。（1人～4人プレイ）